# 西班牙同性婚姻
西班牙同性婚姻於2005年7月3日起合法實施。2004年，由首相領導的西班牙工人社會黨政府開始推動同性婚姻的合法化運動，包括同性伴侶收養子女的同等權利。經過長時間辯論後，西班牙議會於2005年6月30日通過同性婚姻法案，並於2005年7月2日公布。西班牙的同性婚姻在2005年7月3日星期天起正式邁入合法一途，是繼荷蘭和比利時後，第三個舉國實行合法同性婚姻的國家，比加拿大早了17天。
儘管達66％的人口支持這項法令，在社會上仍然引起爭議。羅馬天主教當局尤其堅決反對同性婚姻合法化，他們發表批評認為這項法令削弱了婚姻的意義。其他團體對准許同性戀者領養兒童表示關切。西班牙全國各地有成千上萬的人示威：支持和反對這法令的都有。同性婚姻法案獲得批准後，保守的人民黨把此法律提交憲法法庭審理。
同性婚姻法律通過後的一年內，大約有4,500對同性伴戀侶在西班牙結婚。同性婚姻的法律通過後不久，一些涉及非西班牙籍人士的同性婚姻的法律地位產生疑問，因為有一些外籍人士的原籍地並不容許同性婚姻。司法部裁定，只要同性伴侶中有一人是西班牙公民，則不論另一人的祖國是否容許同性婚姻，都可以在西班牙註冊結婚。此外，如果同性戀伴侶都擁有西班牙合法居留權，他們也可以在西班牙結婚。

## 歷史

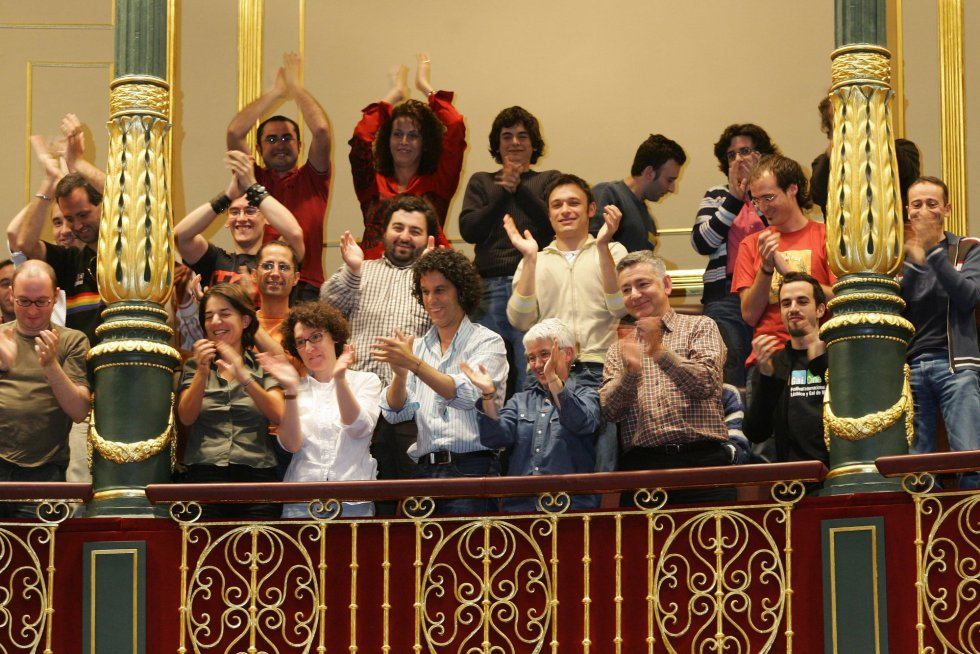
同性婚姻法律獲得通過的當日，在西班牙國會旁聽的民眾拍掌慶祝

20世紀90年代，西班牙一些地區的市議會和自治區准許登記註冊公民聯姻（Unión civil），令沒有婚姻關係的同性或異性伴侶，能夠擁有一些己婚人士的權利。不過這主要是象徵性的，因為當時的西班牙法律已經允許單身人士領養孩子。由此，同性伴侣可以進行「事實上（de facto）」的收養。但是跟合法伴侣不同，只有領養者對領養的子女有法定權利：領養者死去或和伴侶結束關係，其伴侶對收養的子女沒有任何權利。自治社區的同性婚姻其實是不合法的，因為在西班牙憲法中，只有國家才能夠行使婚姻立法權。
2004年6月30日，當時的司法大臣胡安·費爾南多·洛佩斯·阿吉拉爾（Juan Fernando López Aguilar）宣布眾議院已暫准一項政府立法計劃，這計劃給予同性戀伴侶婚姻的權利，以履行羅德里格斯·薩帕特羅首相宣誓就職時所作的承諾。洛佩斯·阿吉拉爾還宣布了由加泰羅尼亞會合聯盟提出的兩個項目：
1. 給予同性或異性「事實婚姻（Parejas de hecho）」的法律地位；
2. 允許跨性別人士無須進行性別重置手術，也可以合法更改姓名和性別[10]。

內閣於2004年10月1日批准該同性婚姻法案，並於12月31日向議會提交法案；眾議院於2005年4月21日通過法案。然而，法案於2005年6月22日被參議院否決，當時參議院由獲得大多數議席的反法黨人民黨控制。該法案被送回眾議院，眾議院擁有推翻參議院的權力，最終於2005年6月30日批准該法案：187票贊成、147票反對、4票棄權。
隨著法案獲得批准，並於2005年7月2日正式頒佈，西班牙成為在荷蘭和比利時之後，第三個同性婚姻合法化的國家。
法律生効之後的第8天，第一個同性婚禮舉行，卡洛斯·巴杜林（Carlos Baturín）和艾美利奧·梅嫩德斯（Emilio Menéndez）在馬德里郊區的特力斯·康都議會的會議廳內慶祝。11天後，第一個女同性戀婚姻在巴塞羅那進行。

### 批准法案13/2005
司法大臣於2004年6月30日宣布法案13/2005，而司法委員會（Consejo General del Poder Judicial de España）對法案進行研究。雖然司法委員會承認在現今社會，歧視同性戀是絕對不能容忍的，然而也不能草率容許同性戀者結婚，以及同性戀者伴侶身份一同收養孩子──因為憲法沒有要求給同性戀婚姻關係。西班牙可以通過其他法律手段，消除對同性戀的歧視，例如允許同性戀公民聯姻 。

儘管司法委員會對此法案持負面態度，政府還是於2004年10月1日在眾議院提出法案。除了人民黨和加泰羅尼亞民主聯盟（Unió Democràtica de Catalunya）的成員之外，其他各個黨派的議員都贊成這項改革。2005年4月21日，眾議院批准了該法案：183票贊成、136票反對、6票棄權（包括一名人民黨的成員）。這個把西班牙同性婚姻合法化的法案很短：它只在民法典第44條增加一段文字。文字的意思是：
不論涉及的人是相同的或不同的性別，每段婚姻都應具有相同的條件和影響。

按照憲法規定，眾議院批准的法案，要交由參議院作最終的批准、修訂或否決。在2005年6月21日參議院傳喚專家參與辯論這個議題。專家的意見分歧；有的認為同性戀養父母對收養的兒童的發展沒有任何影響，要說有影響的話，或許這些兒童更能寬容同性戀。另一方面，人民黨傳喚的精神病專家阿盔連勞·珀拉勞（Aquilino Polaino），認為同性戀是一種病症和情緒障礙。他發表各種備受爭議的主張，其中他聲稱：「許多同性戀者在兒時被強姦和性虐待。而同性戀者的父親一般都是有敵意、酗酒和疏遠的；而母親則對男孩過份保護、對女孩卻冷漠。」人民黨成員駁回珀拉勞的說法。
參議院否決了眾議院提交的文本。人民黨佔參議院大多數席位，它和加泰羅尼亞民主聯盟動議否法案，並獲得通過：131票贊成、119票反對、2票棄權。因此，法案被送回眾議院。在2005年6月30日，眾議院批准法案。眾議院推翻參議院的否決（這是合乎憲法規定的）。表決結果是：187票贊成（包括人民黨的成員些利亞·維拉路保斯（Celia Villalobos）、147票反對、4票棄權。推翻參議院的否決即表示法案獲得批准。

表決開始之前，薩帕特羅突然出席議會演說，表示對法案的支持。他發言：
我們正在為我們的鄰居、同事、朋友和親人，擴大獲得幸福的機會。與此同時，我們正在建設一個更為美好的社會。
在薩帕特羅發言之後，反對黨人民黨的領袖馬里亞諾·拉霍伊，想在議會回應發言，却被拒絕。他指責薩帕特羅分裂西班牙社會。
當媒體詢問國王胡安·卡洛斯一世會否支持該法案時，他回答說：他是西班牙國王，而非比利時國王。意指比利時國王博杜安拒絕批簽比利時的墮胎合法化。 胡安·卡洛斯一世於2005年7月1日批准法案13/2005，並於7月2日在憲報刊登、7月3日生效。

## 反應

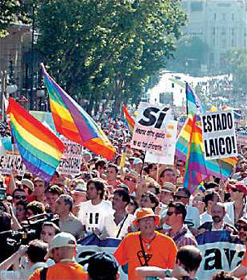
慶祝同性戀自豪日和同性婚姻的遊行

政府營運的社會學調查中心（Centro de Investigaciones Sociológicas），於2005年4月發表的民意調查報告，66％的西班牙人贊成同性婚姻合法化。意見調查協會（Instituto Opina）在法案通過的前一天的民意調查顯示，62.1％人口支持同性婚姻法案，49.1 ％支持同性伴侶領養孩子的權利。案通過後9個月，意見調查協會的民調顯示，61％同意政府的決定。
但是，法案的通過引起梵蒂岡的關注。教宗若望·保祿二世警告此法案會削弱家庭的價值；而他的繼任人教宗本篤十六世也表示關注。家庭委員會的主席洛佩斯·特魯希略樞機主教，緊急呼籲天主教徒抵制該法案。他說，每一個與執行同性婚姻有關的人士，都應該反對它，即使這意味著失去工作。同性戀權利支持者反駁：雖然天主教會正式反對異性、非宗教的婚姻，其反對聲音並不響亮，例如教會不反對結婚時任王儲費利佩迎娶離婚婦人。儘管80％的西班牙人信奉天主教，教會無法獲得足夠的支持否決該法案；社會學家認為，可能是由近年自由主義興起，個人權利受到重視。的一項民意調查顯示，四分之三的西班牙人認為，教會等級制度是脫離社會現實。除此之外，獨裁者弗朗西斯科·佛朗哥1975年之死可能導致教會的影響力下降，因為佛朗哥的統治和教會緊密聯繫。

首相薩帕特羅回應教會的批評：
同性戀者結婚不會損害婚姻或家庭。相反，現在這些公民有能力根據婚姻和家庭的規範和要求，安排自己的生活。這法律並沒有對婚姻制度構成任何威脅，正好相反：它承認和看重婚姻的價值。 

有些人和機構非常反對這法律。我想說，這項法律會像其他關乎婚姻的改革一樣，不會產生壞的後果。其唯一的後果是避免令人受到無謂的痛苦。一個避免其公民受到無謂的痛苦的社會，是個更美好的社會。

 在任何情況下，我都深切尊重這些人士和機構；我請求他們也同樣尊重所有批准這項法律的人。多年來忍受虐待和侮辱的同性戀者，你們在爭取公民權時顯現出勇氣，我請求你們再添加勇氣。

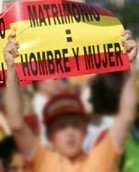

2005年6月19日，人民黨成員、西班牙的主教和西班牙家庭論壇（Foro Español de la Familia）領導公眾示威遊行，抗議這條法例。他們表示遊行人數達150萬人，抗議這打擊傳統家庭的法律；然而政府在馬德里的代表的統計數字為166,000。兩個星期之後，正好是同性戀自豪日。西班牙全國女同性戀、男同性戀、變性人和雙性戀組織（Federación Estatal de Lesbianas, Gays, Transexuales y Bisexuales）估計有200萬人遊行支持新的法律；警方的數字則是97,000人。兩個遊行都是在保守的人民黨領導的馬德里舉行。
西班牙的主教還聲稱，政府藉著准許同性伴侶結婚，削弱婚姻的意義。主教們界定婚姻涉及異性戀伴侶。西班牙家庭論壇對同性戀伴侣可以領養和撫養子女，表示關注。他們並認為領養不是父母的權利，而是孩子的權利。同性戀組織回應：西班牙實行同性戀「事實上」的收養，已經有一段長日子，不少同性戀伴侣，早已一起撫養伴侶收養的孩子。同性戀組織表示，早在同性婚姻合法化之前，同性戀伴侶在不少地區──納瓦拉、阿斯圖里亞斯、阿拉貢、巴斯克地區和加泰羅尼亞──早已經能合法領養孩子。這些組織還認為，沒有任何科學證據支持家長的性取向，會令到領養兒童發展產生問題。這種觀點獲得西班牙心理學學院的正式支持，學院還指出同性戀不是一種疾病。

## 司法裁決
2005年7月21日，德尼亞的一名法官拒絕為同性戀伴侣簽發結婚證書。法官同時向憲法法院提請反對同性婚姻的法律，她的依據是憲法第32條包含的一句短語：“男人和女人享有完全平等的婚姻法律權利”。2005年8月，大加那利的一名法官拒絕許可3對同性戀伴侶結婚，並向憲法法院提請反對同性婚姻。2005年12月，憲法法院駁回他們的提請，理由是2位法官的提請並無足夠的法律理據支持。2005年9月30日，反對黨人民黨決定向憲法法院提請反對同性婚姻，造成黨的分裂。截止2007年底，此事仍然沒有結果。
2007年2月27日，西班牙家庭論壇提出一項有150萬人簽署的倡議：婚姻是一名男子和一名女子的結合（從而有效地禁止同性婚姻）。這一倡議被西班牙眾議院否決。2007年5月30日，上述的德尼亞法官，被司法權總理事會的紀律委員會（Comisión Disciplinaria del Consejo General del Poder Judicial -CGPJ-）譴責，並就拒絕為一對同性戀伴侣簽發結婚證書罰款305歐元，她同時被警告嚴禁再犯。該法官表示這項判決是由政府的“宣傳機器”造成的。

## 國籍問題
法例通過後不久，法官拒絕為在加泰羅尼亞居住的一名印度籍人士和西班牙人的同性婚姻證婚，原因是印度不允許同性婚姻。這導致對涉及非西班牙籍人士的同性婚姻的法律地位產生疑問。然而在7月22日，另一名加泰羅尼亞法官，為一名西班牙公民和她的阿根廷藉伴侶證婚（西班牙的首對女同性戀伴侣）。這個法官不同意他的同僚的裁決，他認為婚姻的權利，凌駕阿根廷不允許同性婚姻的法律。

7月27日，公共檢察機關會議室（Junta de Fiscales de Sala）建議司法大臣室發出指引：西班牙籍的女同性戀者，男同性戀者，雙性戀者和變性人（LGBT）可以和外國人結婚，儘管這些外國人的原籍國家並不允許同性婚姻。根據西班牙法律，這些婚姻都是有效的，但並不意味著這婚姻在這些外國人的原籍國家會自動生效。國家正式公告中刊登：
西班牙人和外國人之間的同性婚姻，或擁有西班牙居留權的外國居民的同性婚姻，根據西班牙婚姻法都是有效的，儘管這些外國人的原籍國家並不允許或承認同性婚姻。
根據司法部（Dirección General de Registros y Notariado）的指示，西班牙駐外使領館可以為同性婚姻準備初步的文件。只要這對準伴侣的其中一人是居住在領事劃界的西班牙公民，而領事館所在的地方的法律承認同性婚姻（波士頓、布魯塞爾、阿姆斯特丹、多倫多、蒙特利爾、渥太華和開普敦的西班牙領事館（截至2007年3月），領事館可以主持證婚。）在所有其他的情況下，同性婚姻必須在西班牙領土內註冊。一對非居民的外國同性戀者不能在西班牙結婚，因為至少要有一人是西班牙公民；不過兩名有西班牙居留權的外國同性戀者郤可以結婚。

## 同性婚姻統計數字

2008年西班牙同性婚姻數目
0,127 - 0,060
0,060 - 0,040
0,040 - 0,020
0,020 - 0,013

2005年9月4日，保守派報紙《理性報》公佈同性婚姻的數據。數據來自西班牙430間民事登記處中的273間，顯示迄至當時為止，在超過35,000個的婚姻登記中，只有24個是同性婚姻。該報紙認為，這些數據反駁政府的說法：同性婚姻是立法機關要優先處理的項目；同時也反駁同性戀權利活動家的聲明：5％至10％的人口會受惠於該法律。2005年12月27日司法大臣報告，截止12月5日，已有327對同性戀伴侣在200間電腦化的民事登記處登記（西班牙總共有437間民事登記處）。其中：馬德里有90對、華倫西亞有63對、巴塞羅那有35對、塞維利亞有18對。在西班牙的其他地方，同性婚姻和異性戀婚姻的登記數目，並沒有分別計算。
在2006年3月初，西班牙工人社會黨一名高級官員佩德羅·塞羅洛宣布，已經有超過1,000對同性伴侶結婚：800對在全面電腦化民事登記處（大約佔半數）結婚，並估計至少有200對在其他民事登記處結婚。塞羅補充說，西班牙每10對伴侣，就有一對是同性戀。FELGTB表示，在法律生効之後的一年內，約有4,500對同性伴侶結婚、50對申請領養孩子、3對同性戀伴侣離婚 。
2007年6月27日，司法部宣布在過去的兩年中，已經有3,340對同性伴侶結婚。不過司法部承認，這個數字可能只有實際數字的三分之一，因為有些數據沒有列入統計。沒有列入統計的數據包括：在7,000多個和平法院結婚的數字（因為沒有用電子方式做記錄）和巴斯克自治區的結婚數字。司法部表示：2,375為男同性戀伴侣、965為女同性戀伴侣。
各地區的同性戀伴侣數目：
- 馬德里：1,060；
- 加泰羅尼亞：871；
- 安達盧西亞：399；
- 華倫西亞：263；
- 巴利阿里群島：116；
- 阿斯圖里亞斯：101；
- 卡斯蒂利亞-萊昂： 89；
- 阿拉貢：86；
- 加那利群島：83；
- 穆爾西亞：61；
- 卡斯蒂利亞·拉曼恰：56；
- 埃斯特雷马杜拉：54；
- 加利西亞：31；
- 坎塔布里亞：28；
- 納瓦拉：25；
- 拉里奧哈：13。

## 參看
- 同性結合關係歷史年表
- LGBT法律
- 西班牙LGBT權益

## 註腳
1. 1 2  . Reuters. SignonSanDiego.com. 2004-04-15  [2009-12-14]. （原始内容存档于2009-10-13） （英语）.
2. 1 2  . St. Petersburg Times. 2005-07-01  [2007-01-08]. （原始内容存档于2007-12-28） （英语）.
3. 1 2  Giles, Ciaran. . Planetout.com. 2005-04-21  [2006-12-22]. （原始内容存档于2007-12-27）.
4. ↑  . Catholic World News. 2005-07-20  [2007-01-11]. （原始内容存档于2007-02-03）.
5. ↑  . 20 Minutos.es. 2005-06-18  [2007-01-12]. （原始内容存档于2016-07-02） （西班牙语）.
6. ↑  Thornberry, Malcolm. . 365gay.com. 2005-10-28  [2007-01-25]. （原始内容存档于2005-10-31）.
7. ↑  . Euronews. 2006-07-30  [2007-01-26]. （原始内容存档于2006-09-06）.
8. 1 2  . Reuters. Advocate.com. 2005-08-09  [2006-12-22]. （原始内容存档于2006-12-06）.
9. 1 2 3  . THE INTERNATIONAL LESBIAN AND GAY ASSOCIATION. 1998年6月  [2007-01-25]. （原始内容存档于2007-12-19）.
10. ↑  . Advocate.com. 2006-11-09  [2007-01-25]. （原始内容存档于2007-09-30）.
11. ↑  Goodman, Al. . CNN. 2004-10-01  [2007-01-25]. （原始内容存档于2008-05-08）.
12. ↑  Thornberry, Malcolm. . 365GAY.com Inc. 2005-04-21  [2006-12-20]. （原始内容存档于2008-06-04）.
13. ↑  . BBC News. 2005-04-21. （原始内容存档于2006-06-30）.
14. ↑  . Planetout Inc. 2005-06-23  [2006-12-20]. （原始内容存档于2007-09-21）.
15. ↑  Woolis, Daniel. . 365GAY.com. 2005-06-02  [2006-12-20]. （原始内容存档于2005-07-06）.
16. ↑  Goodman, Al. . CNN. 2005-07-11  [2007-01-30]. （原始内容存档于2007-02-19）.
17. ↑  . CADENASER.COM. 2005-06-22  [2006-12-20]. （原始内容存档于2011-11-23） （西班牙语）.
18. ↑  . Agencia Pulsar. 2004-12-29  [2007-01-25]. （原始内容存档于2007-09-14） （西班牙语）.
19. ↑  . El Mundo. 2005-01-15  [2007-01-26]. （原始内容存档于2006-09-03）. （西班牙文）
20. ↑  . El Mundo. 2005-04-22  [2007-01-26]. （原始内容存档于2007-01-23）. （西班牙文）
21. ↑  . 20 minutos. 2005-04-22  [2007-01-29]. （原始内容存档于2007-01-26）. （西班牙文）
22. ↑  . Web de Hogar. 2005-06-20  [2007-01-25]. （原始内容存档于2006-11-11） （西班牙语）.
23. ↑  . El Mundo. 2005-06-21  [2007-01-08]. （原始内容存档于2006-08-23）. （西班牙文）
24. ↑  . Catholic News Agency. 2005-06-23  [2007-01-08]. （原始内容存档于2009-07-01）.
25. ↑  Green, Jennifer. . The Washington Post. 2005-07-01  [2007-01-30]. （原始内容存档于2005-11-04）.
26. 1 2  Green, Jennifer. . Washington Post. 2005-07-01  [2007-01-30]. （原始内容存档于2005-11-04）.
27. ↑   (PDF). Boletin Oficial del Estado. 2005-06-02  [2007-01-08]. （原始内容存档 (PDF)于2006-12-12）. （西班牙文）
28. ↑  . Angus Reid Global Monitor. 2005-07-02  [2006-12-22]. （原始内容存档于2006-01-29）.
29. ↑  . Angus Reid Global Monitor. 2006-04-20  [2006-12-22]. （原始内容存档于2006-12-20）.
30. 1 2  . BBC News. 2005-04-22  [2007-01-08]. （原始内容存档于2007-01-12）.
31. ↑  McLean, Renwick. . The New York Times. 2005-06-01  [2007-01-26]. （原始内容存档于2007-10-13）.
32. ↑  Tremlett, Giles. . The Guardian. 2005-06-17  [2007-01-26]. （原始内容存档于2007-09-21）.
33. ↑  . BBC. 2004-10-01  [2007-01-30]. （原始内容存档于2007-02-28）.
34. ↑  . Partners Task Force. 2005-06-30  [2007-01-12]. （原始内容存档于2007-01-05）.
35. ↑  Arroyo, Marta. . El Mundo. 2006-06-20  [2007-01-27]. （原始内容存档于2007-01-14）. （西班牙文）
36. ↑  . Telefónica de España, S.A.U. 2005-02-07  [2006-12-22]. （原始内容存档于2006-05-28） （西班牙语）.
37. ↑  . Terra. 2005-02-07  [2006-12-27]. （原始内容存档于2012-05-25） （西班牙语）.
38. ↑  . Catholic World News. 2005-07-20  [2007-01-11]. （原始内容存档于2007-02-03）.
39. ↑  . '20 Minutos.es'. 2005-06-18  [2007-01-12]. （原始内容存档于2016-07-02） （西班牙语）.
40. ↑  . Caja Madrid.   [2007-01-21]. （原始内容存档于2007-08-31） （西班牙语）.
41. ↑  Lantigua, Isabel F. . El Mundo. 2005-06-21  [2007-01-08]. （原始内容存档于2007-01-07）. （西班牙文）
42. ↑  . Lifesite. 2006-03-23  [2007-01-25]. （原始内容存档于2007-08-23）.
43. ↑  Thornberry, Malcolm. . 365GAY.com. 2005-08-13  [2006-12-22]. （原始内容存档于2007-12-09）.
44. ↑  . 365GAY.com. 2005-12-15  [2006-12-22]. （原始内容存档于2005-12-18）.
45. ↑  Remirez DeGanuza, Carmen. . El Mundo. 2005-09-22  [2007-01-08]. （原始内容存档于2007-11-03）. （西班牙文）
46. ↑  De Benito, Emilio. . El País. 2007-02-28  [2007-02-28]. （原始内容存档于2008-09-05）. （西班牙文）
47. 1 2  . El País. 2007-05-30  [2007-05-30]. （原始内容存档于2007-06-01）.（西班牙文）
48. ↑  Woolls, Daniel. . 365Gay.com. 2005-06-06  [2006-12-20]. （原始内容存档于2005-10-23）.
49. ↑  Drago, Tito. . I.P.S. 2005  [2007-01-25]. （原始内容存档于2012-05-25）. （西班牙文）
50. ↑  . naciongay.   [2006-12-20]. （原始内容存档于2007-12-23）. （西班牙文）
51. ↑  . FELGTB.   [2007-01-25].[永久] （西班牙文）
52. ↑  Peral, María. . El Mundo. 2005-07-27  [2007-01-25]. （原始内容存档于2007-11-03）. （西班牙文）
53. 1 2  . El Pais. 2005-12-28  [2007-01-21]. （原始内容存档于2007-05-18）. （西班牙文）
54. ↑  . Inforgay. 2006  [2006-12-22]. （原始内容存档于2007-08-12）. （西班牙文）
55. 1 2 3  . El País. 2007-06-27  [2007-06-27]. （原始内容存档于2007-09-29）. （西班牙文）

## 外部連結
- 同性婚姻法律文獻（包括西班牙個案）
- 法令忠堅支持者網頁 （页面存档备份，存于）
- 西班牙同性婚姻宣誓文件 （页面存档备份，存于）